# 靜伏特
靜伏特（statvolt）是公分-克-秒制的靜電單位制及高斯單位制下的電壓及電位單位。和國際單位制中的伏特的轉換關係為
1 靜伏特 = 299.792458 伏特.
（轉換係數299.792458 是光速以m/s單位下的數值，除以106）
靜伏特在靜電單位制也可以定義為 1 erg / 靜庫侖.
絕對伏特是公分-克-秒制的電磁單位制中的電壓單位。

## 腳註
1. ↑  無因次量 ccgs = 2.99792458×1010 的數值等於光速用cm/s表示的數值